# Portariá
Portariá (en grec : Πορταριά) est un village dans le district régional de Magnésie, Thessalie, en Grèce.

## Géographie
Le village est situé sur les pentes sud (adrets) du mont Pélion, face au golfe Pagasétique, au nord de Vólos et ses banlieues. La montagne du Pélion est au nord.

## Histoire
Il s’agit d’un ancien hameau de bergers valaques (dont le nom signifie « la porterie » en valaque) et qui s’est développé autour du monastère de Panagia de Portarea (« Notre-Dame de la Porterie »).

## Administration
Depuis la réforme de 2011 du gouvernement local, le village (552 hab.) fait partie de la municipalité de Vólos. Il est le siège d'une « communauté locale » (566 hab.) et d'un district municipal (1911 hab.) homonymes.

## Démographie

### Évolution de la population

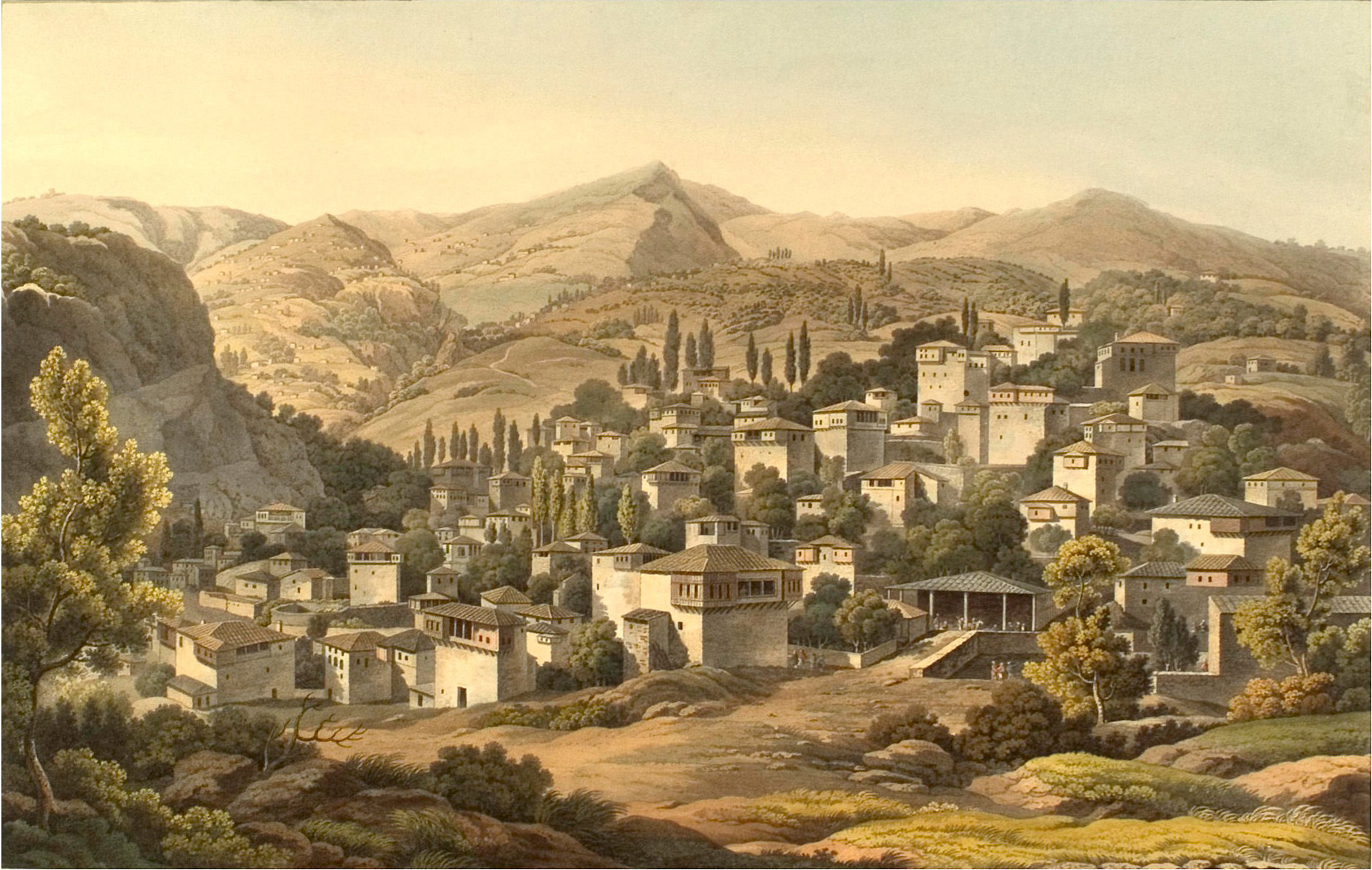
Portaria en 1820.

| Année | Population communale (actuelle communauté locale) | Population municipale (actuel district municipal) |
| ----- | ------------------------------------------------- | ------------------------------------------------- |
| 1981  | 769                                               | -                                                 |
| 1991  | 1093                                              | 3318                                              |
| 2001  | 1327                                              | 3201                                              |
| 2011  | 566                                               | 1911                                              |

## Culture locale et patrimoine

### Jumelage
- Tourtour (France) depuis 1997[2],[3].

### Lieux et monuments
- Le village et ses églises.

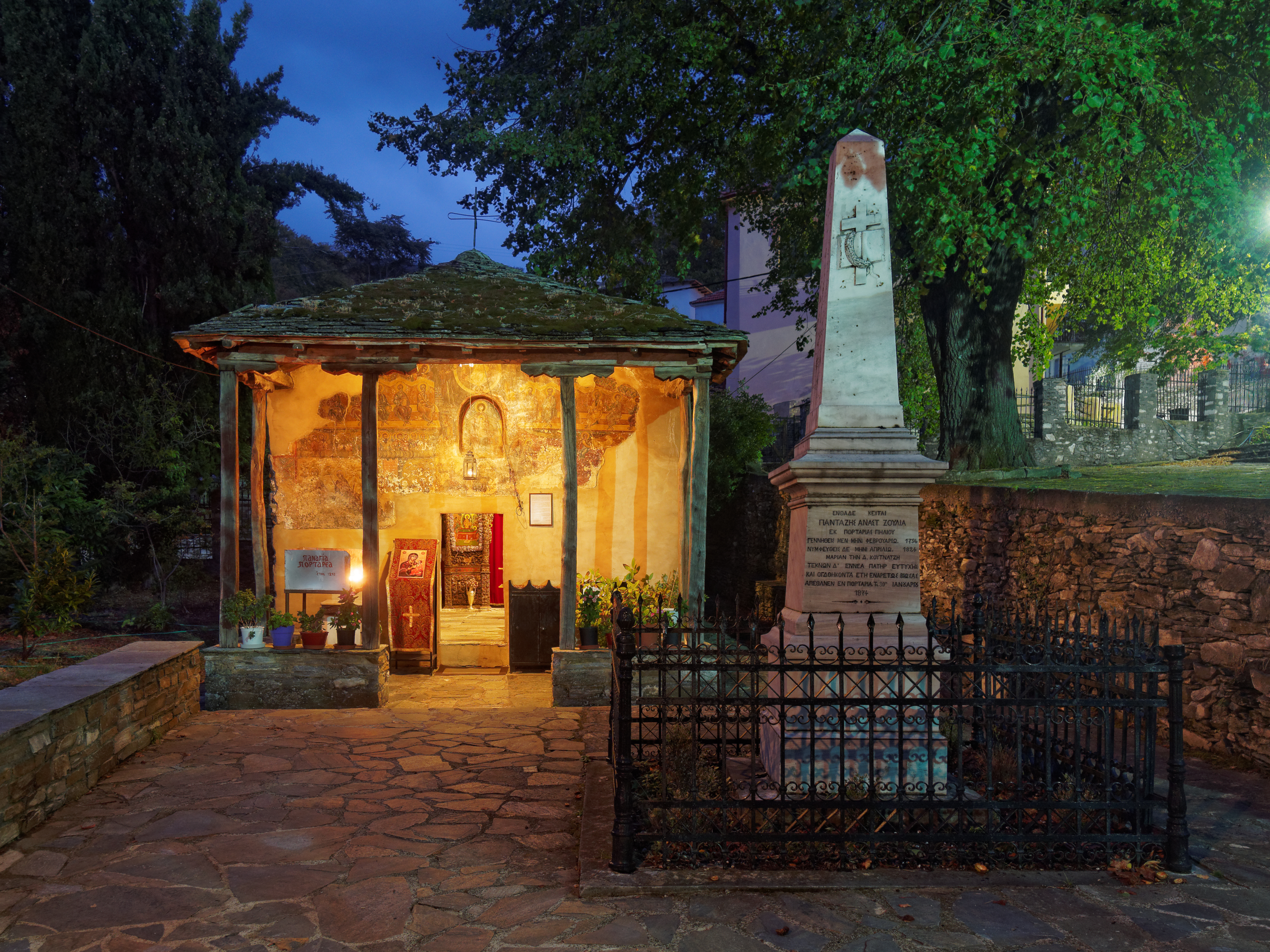
La chapelle de Panagia Portarea.

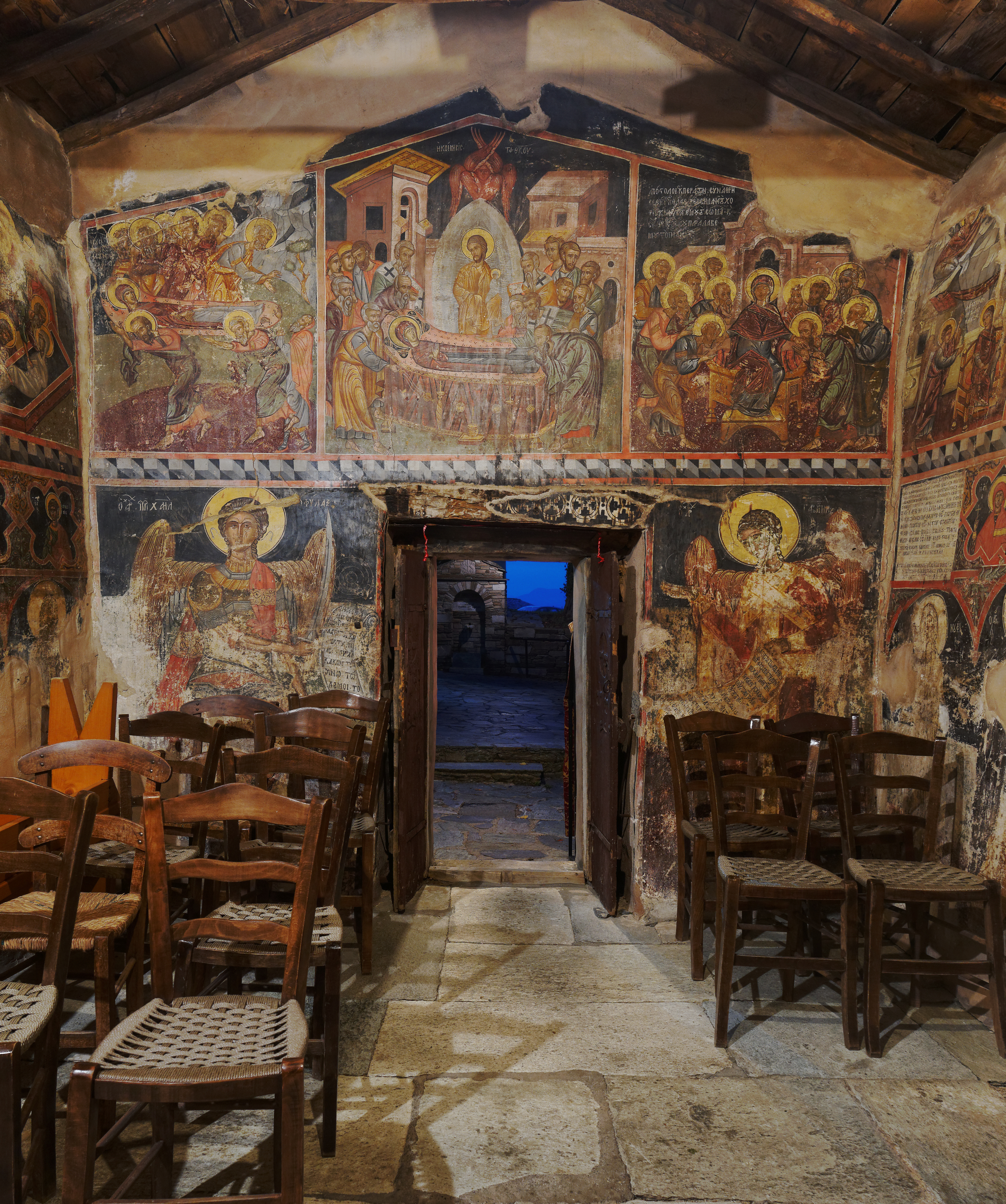
Fresques du XVIe siècle à l'intérieur de l'église de Portariá.

- La chapelle de Panagia de Portaria (Notre-Dame de Portaria) avec ses fresques du XVIe siècle[4], vestige du monastère de la Madone de Portaria, à l'origine du village.
- Musée historique et d'art populaire[5].

## Pour approfondir